# 卢瓦松河畔梅尔勒
卢瓦松河畔梅尔勒（法語：Merles-sur-Loison，法語發音：[mɛʁl syʁ lwazɔ̃]）是法国默兹省的一个市镇，属于凡尔登区。

## 地理
卢瓦松河畔梅尔勒（49°22'43"N, 5°28'50"E）面积11.45 平方千米，位于法国大東部大區默兹省，该省份为法国西北部内陆省份，北与比利时接壤，西接马恩省和阿登省，南至上马恩省和孚日省，东临默尔特-摩泽尔省。
与卢瓦松河畔梅尔勒接壤的市镇（或旧市镇、城区）包括：大法伊、当维莱、栋布拉、罗马涅苏莱科特、奥坦河畔圣洛朗、维莱莱芒日耶讷。

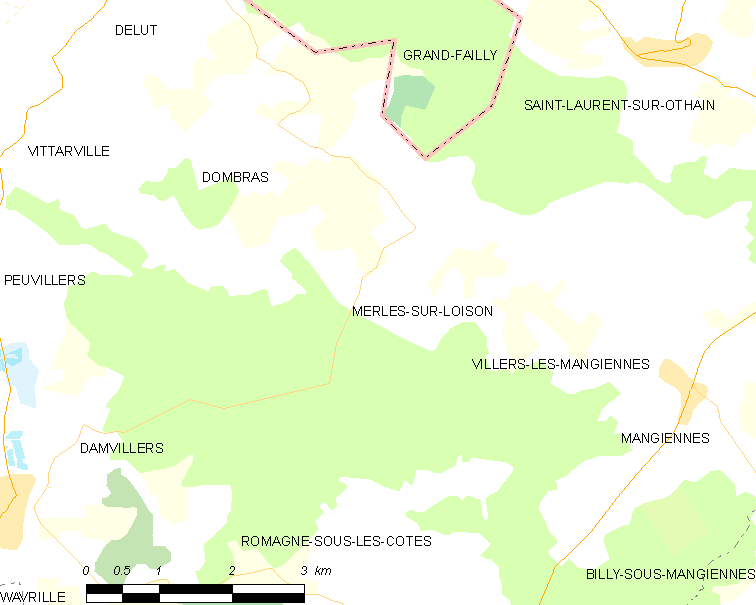
卢瓦松河畔梅尔勒的OSM定位图

卢瓦松河畔梅尔勒的时区为UTC+01:00、UTC+02:00（夏令时）。

## 行政
卢瓦松河畔梅尔勒的邮政编码为55150，INSEE市镇编码为55336。

## 政治
卢瓦松河畔梅尔勒所属的省级选区为蒙梅迪县。

## 人口

1962-2008年间卢瓦松河畔梅尔勒人口变化图示

卢瓦松河畔梅尔勒于2022年1月1日时的人口数量为146人。